# Гай Семпроний Тудитан (претор)
Гай Семпро́ний Тудита́н (лат. Gaius Sempronius Tuditanus; умер в 196 году до н. э.) — римский военачальник и политический деятель из плебейского рода Семпрониев, претор 197 года до н. э.

## Биография
Гай Семпроний был сыном Публия Семпрония Тудитана, консула 204 года до н. э. Он впервые упоминается в источниках под 198 годом до н. э. как плебейский эдил. В 197 году до н. э. Тудитан и его коллега по эдилитету Марк Гельвий Блазион стали преторами и получили в управление испанские провинции; Гаю досталась Дальняя Испания. Там наместник столкнулся с восстанием местных племён. В 196 году до н. э., уже имея полномочия пропретора, Тудитан потерпел поражению в битве и был тяжело ранен. Вскоре он умер.
Тит Ливий сообщает, что Гай Семпроний был членом жреческой коллегии понтификов, но датировка его избрания не представляется возможной.